# 錠口
錠口（じょうぐち）は、将軍、大名の邸宅で、表と奥との境の廊下に設けられた出入り口である。

## 概略
定刻になると、内と外とから大きな錠をおろされ、これを「上の御錠口」といい、奥の玄関の「下の御錠口」とは区別された。
上の御錠口には鈴が掛けられており、「お鈴の口」ともいった。
表と裏とのあいだで連絡する必要があるときは、奥からは老女の使番が、表からは小姓がここまで来て用件を処理した。
表からこの内にはいることができるものは、留守居、奥家老、年男のみであり、しかも老人が任じられるのが例であった。
江戸城の御錠口は2間で、黒塗縁の杉戸をたて「是より男子入るべからず」と記した紙札が掲示されていた。
戸は朝五ツ時から暮六ツ時まで半扉を開け放してあり、六ツ時に閉鎖したが、杉戸の両扉をあわせただけであり、自由に開閉することができた。従って御広敷の方では、伊賀、添番の詰所が、奥では御錠口番、御使番の詰所が、寝ずの番で守った。